# Уэст-Энд (Сэнт-Томас, Виргинские Острова)
Уэст-Энд является одним из семи административных подрайонов Американских Виргинских островов.   
В состав Уэст-Энда входят следующие населенные пункты: Адельфи, Джона Олея, Соргенфри, Фортунаи Бонн Эсперанс.
По данным Бюро переписи населения США, в 2010 году общая численность населения составляла 2241 человек  что на 8,9% больше по сравнению с данными за 2000 год, когда насчитывалось 2056 человек.  Всего в Уэст-Энде насчитывается 1128 домохозяйств.